# Danny Welbeck
Daniel Nii Tackie Mensah Welbeck (Mánchester, Inglaterra, 26 de noviembre de 1990), más conocido como Danny Welbeck, es un futbolista británico que juega como delantero en el Brighton & Hove Albion F. C. de la Premier League de Inglaterra.

## Trayectoria

### Manchester United
Welbeck se formó como futbolista en la Academia del Manchester United desde el año 2001. Anteriormente, se había iniciado en el Fletcher Moss Rangers. Fue elegido como mejor jugador joven del United en la campaña 2007-08, no obstante, no llegó a debutar con el primer equipo.
El 23 de septiembre de 2008 hizo su debut con el Manchester United en un partido de Copa de la Liga. El 15 de noviembre, en su debut en Premier League, marcó su primer tanto ante el Stoke City en el minuto 84 de partido. El 1 de marzo de 2009 fue titular en la final ante el Tottenham por la Copa de la Liga. El 25 de noviembre del mismo año debutó en Liga de Campeones ante el Besiktas.

### Preston NE
El 25 de enero de 2010 fue cedido al Preston NE que dirigía el hijo de Alex Ferguson, Darren, hasta final de temporada. Sin embargo, la cesión tuvo que ser cancelada a mediados de marzo por una importante lesión de rodilla.

### Sunderland
En agosto de 2010 fue cedido al Sunderland por una temporada. Su primer gol llegó, el 14 de noviembre, en la goleada por 0 a 3 al Chelsea. A la jornada siguiente marcó un doblete (2-2) ante el Everton. A finales de abril, debido a una lesión, no pudo participar en ningún encuentro más de esa temporada.

### Regreso al Manchester United
El 22 de agosto de 2011 abrió el marcador en la victoria por 3 a 0 ante el Tottenham. El 28 de agosto marcó el primero de los ocho goles ante el Arsenal (8-2). Sin embargo, Welbeck sufrió una lesión muscular de un mes de duración. A su regreso, marcó un doblete ante el FC Basel en Liga de Campeones. El 22 de enero dio la victoria al equipo de Ferguson, ante el Arsenal, con un gol en el minuto 81 que puso el 1 a 2. En su primera temporada completa en el United logró doce goles en 39 partidos.
En la temporada 2012-13 sufrió un retroceso a nivel goleador, ya que sólo logró dos tantos. Su gol más destacado fue el conseguido al rematar de cabeza un saque de esquina, ante el Real Madrid, en el Santiago Bernabéu en la ida de octavos de final.
El 17 de agosto de 2013 marcó un doblete en la jornada inaugural ante el Swansea (1-4). Entre el 15 de diciembre y el 11 de enero marcó seis tantos en seis jornadas de Premier League.

### Arsenal F. C.
El 2 de septiembre de 2014 se hizo oficial su traspaso al Arsenal a cambio de 24 millones de euros. El 20 de septiembre marcó su primer gol con el club londinense en una victoria por 0 a 3 ante el Aston Villa. El 1 de octubre marcó un hat trick en la goleada por 4 a 1 ante el Galatasaray. El 9 de marzo de 2015 dio la victoria a su equipo en la sexta ronda de la FA Cup, en Old Trafford, con un gol en el minuto 61 (1-2). Desafortunadamente, Welbeck cayó lesionado en la rodilla izquierda a finales de abril y no pudo regresar hasta febrero de 2016.
El 14 de febrero regresó a los terrenos de juego para dar la victoria, en el minuto 94, ante el Leicester City. De nuevo, en el mes de mayo, cayó lesionado de gravedad en la rodilla y no pudo regresar hasta el mes de enero de 2017. Su regreso se produjo el 7 de enero en un partido de FA Cup ante el Preston NE. El 27 de mayo fue titular en la final de FA Cup ante el Chelsea, jugando así su primera final desde su marcha del United.
En la temporada 2017-18 anotó una decena de goles, destacando varios dobletes como los logrados ante el Bournemouth, AC Milan y Southampton.
El 25 de octubre de 2018 dio la victoria al Arsenal ante el Sporting CP con un gol en el minuto 78. El 8 de noviembre cayó lesionado de gravedad al sufrir una fractura en el tobillo derecho. El 6 de mayo de 2019 el club anunció que el jugador no seguiría en el Arsenal al término de la temporada.

### Watford y Brighton
El 7 de agosto de 2019 se hizo oficial su fichaje por el Watford F. C. Tras perder la categoría al término de la temporada, el 6 de octubre de 2020 rescindió su contrato con el club. 12 días después firmó con el Brighton & Hove Albion F. C. hasta junio de 2021. Antes de finalizar el contrato renovó por una temporada más.

## Selección nacional
En octubre de 2005 hizo su debut como jugador de la selección de fútbol sub-16 de Inglaterra; enfrentándose contra la selección galesa en el marco de la Victory Shield. Dicha competencia fue ganada por su equipo, y Welbeck fue rápidamente promovido a la categoría sub-17 de la selección inglesa. Ahí, anotó un gol en un partido clasificatorio contra la selección de Serbia, el cual le permitió a su equipo entrar al Campeonato Europeo sub-17 de la UEFA 2007, donde alcanzó el lugar de subcampeón así como el pase a la Copa Mundial de Fútbol Sub-17 de 2007. En esta última competición, Welbeck anotó dos goles contra la selección neozelandesa; logrando el avance de su equipo a los cuartos de final. Welbeck también ha sido internacional en categoría sub-19 y sub-21.
Su debut con la selección inglesa se produjo ante Ghana el 29 de marzo de 2011.
Fue convocado para la Eurocopa 2012, donde logró un gol en cuatro partidos ante Suecia con un remate de tacón.
El 12 de mayo de 2014 fue incluido por el entrenador Roy Hodgson en la lista final de 23 jugadores que representarán a Inglaterra en la Copa Mundial de Fútbol de 2014.
El 16 de mayo de 2018 Gareth Southgate lo incluyó en la lista de 23 para participar en la Copa Mundial de Fútbol de 2018.

### Participaciones en Copas del Mundo
| Mundial           | Sede   | Resultado      | PJ | Goles |
| ----------------- | ------ | -------------- | -- | ----- |
| Copa Mundial 2014 | Brasil | Fase de grupos | 2  | 0     |
| Copa Mundial 2018 | Rusia  | Cuarto puesto  | 1  | 0     |

### Participaciones en Eurocopas
| Copa          | Sede              | Resultado    | Partidos | Goles |
| ------------- | ----------------- | ------------ | -------- | ----- |
| Eurocopa 2012 | Polonia y Ucrania | Primera fase | 4        | 1     |

## Estadísticas

### Clubes
| Club                                    | Div.          | Temporada     | Liga  | Liga  | Copas nacionales | Copas nacionales | Copas internacionales | Copas internacionales | Total | Total | Media goleadora |
| Club                                    | Div.          | Temporada     | Part. | Goles | Part.            | Goles            | Part.                 | Goles                 | Part. | Goles | Media goleadora |
| --------------------------------------- | ------------- | ------------- | ----- | ----- | ---------------- | ---------------- | --------------------- | --------------------- | ----- | ----- | --------------- |
| Manchester United F. C. Inglaterra      | 1.ª           | 2008-09       | 3     | 1     | 10               | 2                | 0                     | 0                     | 13    | 3     | 0.23            |
| Manchester United F. C. Inglaterra      | 1.ª           | 2009-10       | 5     | 0     | 4                | 2                | 2                     | 0                     | 11    | 2     | 0.18            |
| Preston North End F. C. Inglaterra      | 2.ª           | 2009-10       | 8     | 2     | —                | —                | —                     | —                     | 8     | 2     | 0.25            |
| Preston North End F. C. Inglaterra      | Total club    | Total club    | 8     | 2     | 0                | 0                | 0                     | 0                     | 8     | 2     | 0.25            |
| Sunderland A. F. C. Inglaterra          | 1.ª           | 2010-11       | 26    | 6     | 2                | 0                | —                     | —                     | 28    | 6     | 0.21            |
| Sunderland A. F. C. Inglaterra          | Total club    | Total club    | 26    | 6     | 2                | 0                | 0                     | 0                     | 28    | 6     | 0.21            |
| Manchester United F. C. Inglaterra      | 1.ª           | 2011-12       | 30    | 9     | 4                | 1                | 5                     | 2                     | 39    | 12    | 0.31            |
| Manchester United F. C. Inglaterra      | 1.ª           | 2012-13       | 27    | 1     | 6                | 0                | 7                     | 1                     | 40    | 2     | 0.05            |
| Manchester United F. C. Inglaterra      | 1.ª           | 2013-14       | 25    | 9     | 6                | 0                | 5                     | 1                     | 36    | 10    | 0.28            |
| Manchester United F. C. Inglaterra      | 1.ª           | 2014-15       | 2     | 0     | 1                | 0                | —                     | —                     | 3     | 0     | 0               |
| Manchester United F. C. Inglaterra      | Total club    | Total club    | 92    | 20    | 31               | 5                | 19                    | 4                     | 142   | 29    | 0.2             |
| Arsenal F. C. Inglaterra                | 1.ª           | 2014-15       | 25    | 4     | 3                | 1                | 6                     | 3                     | 34    | 8     | 0.24            |
| Arsenal F. C. Inglaterra                | 1.ª           | 2015-16       | 11    | 4     | 2                | 1                | 2                     | 0                     | 15    | 5     | 0.33            |
| Arsenal F. C. Inglaterra                | 1.ª           | 2016-17       | 16    | 2     | 4                | 2                | 0                     | 0                     | 20    | 4     | 0.2             |
| Arsenal F. C. Inglaterra                | 1.ª           | 2017-18       | 28    | 5     | 5                | 2                | 10                    | 3                     | 43    | 10    | 0.23            |
| Arsenal F. C. Inglaterra                | 1.ª           | 2018-19       | 8     | 1     | 2                | 2                | 4                     | 2                     | 14    | 5     | 0.36            |
| Arsenal F. C. Inglaterra                | Total club    | Total club    | 88    | 16    | 16               | 8                | 22                    | 8                     | 126   | 32    | 0.25            |
| Watford F. C. Inglaterra                | 1.ª           | 2019-20       | 18    | 2     | 2                | 1                | —                     | —                     | 20    | 3     | 0.15            |
| Watford F. C. Inglaterra                | Total club    | Total club    | 18    | 2     | 2                | 1                | 0                     | 0                     | 20    | 3     | 0.15            |
| Brighton & Hove Albion F. C. Inglaterra | 1.ª           | 2020-21       | 24    | 6     | 0                | 0                | —                     | —                     | 24    | 6     | 0.25            |
| Brighton & Hove Albion F. C. Inglaterra | 1.ª           | 2021-22       | 25    | 6     | 2                | 0                | —                     | —                     | 27    | 6     | 0.22            |
| Brighton & Hove Albion F. C. Inglaterra | 1.ª           | 2022-23       | 31    | 6     | 6                | 1                | —                     | —                     | 37    | 7     | 0.19            |
| Brighton & Hove Albion F. C. Inglaterra | 1.ª           | 2023-24       | 29    | 5     | 4                | 1                | 4                     | 1                     | 37    | 7     | 0.19            |
| Brighton & Hove Albion F. C. Inglaterra | 1.ª           | 2024-25       | 30    | 10    | 6                | 1                | ―                     | ―                     | 36    | 11    | 0.31            |
| Brighton & Hove Albion F. C. Inglaterra | Total club    | Total club    | 139   | 33    | 18               | 3                | 4                     | 1                     | 161   | 37    | 0.23            |
| Total carrera                           | Total carrera | Total carrera | 371   | 79    | 69               | 17               | 45                    | 13                    | 485   | 109   | 0.22            |

### Hat-tricks
Partidos en los que anotó tres o más goles:
| 1 | 1 de octubre de 2014 | Emirates Stadium, Londres | Arsenal - Galatasaray |  | 4 - 1 | Champions League 2014-15 |

## Palmarés

### Títulos nacionales
| Título                        | Club                    | País       | Año     |
| ----------------------------- | ----------------------- | ---------- | ------- |
| Copa de la Liga de Inglaterra | Manchester United F. C. | Inglaterra | 2008-09 |
| Community Shield              | Manchester United F. C. | Inglaterra | 2011    |
| Premier League                | Manchester United F. C. | Inglaterra | 2012-13 |
| Community Shield              | Manchester United F. C. | Inglaterra | 2013    |
| FA Cup                        | Arsenal F. C.           | Inglaterra | 2014-15 |
| Community Shield              | Arsenal F. C.           | Inglaterra | 2015    |
| FA Cup                        | Arsenal F. C.           | Inglaterra | 2016-17 |
| Community Shield              | Arsenal F. C.           | Inglaterra | 2017    |

### Títulos internacionales
| Título                            | Club                    | País  | Año  |
| --------------------------------- | ----------------------- | ----- | ---- |
| Copa Mundial de Clubes de la FIFA | Manchester United F. C. | Japón | 2008 |